# Brachygalaxias gothei
Brachygalaxias gothei es un pez que pertenece a la familia Galaxiidae. Esta especie es endémica de Chile. Fue catalogado como especie vulnerable en 1994 pero fue cambiado en 1996.